# Мери Рено
Мери Рено, некад транскрибовано на српском и као Мери Ренолт (енг. Mary Renault, Форест Гејт, 4. септембар 1905 – Кејптаун, 13. децембар 1983) је била енглеска књижевница најпознатија по својим историјским романима чија се радња дешава у античкој Грчкој.

## Биографија
Право име јој је било Ајлин Мери Шаланс, њен отац је био лекар, а мајка домаћица. Завршила је школу за девојке у Бристолу, а затим студирала на Оксфорду, то јест Сент Хјуго колеџу, где је завршила студије историје, митологије, филозофије и античке књижевности. Један од њених предавача био је и Џ. Р. Р. Толкин. Доста њених историјских романа садржи тему хомосексуалности, а позната је њена трилогија романа о Александру Великом, који је преведен на српски.

## Дела

### Дела у српском преводу
- Ватра са неба (1969) српско издање 2004. године, Отворена књига,[5] први део трилогије о Александру Великом
- Персијанац (1972), српско издање 2004, други део трилогије
- Погребне игре (1981) српско издање 2005, трећи део трилогије
- Краљ мора умрети (1958), српско издање 2012,[6] Лагуна, роман о Тезеју

### Дела која нису преведена

#### Остали историјски романи
- Последње вино (The Last of the Wine) - роман о Пелопонеском рату
- Бик из мора (The Bull from the Sea) - други део саге о Тезеју
- Маска Аполона (The Mask of Apollo) - наратор је глумац у доба Платона
- Хваљени певач (The Praise Singer) - роман о Симониду са Кеја

#### Романи са модерним темама
- Сврхе љубави (Purposes of Love)
- Нежни су њени одговори (Kind Are Her Answers)
- Дружељубиве младе даме (The Friendly Young Ladies)
- Повратак ноћи (Return to Night)
- Северна литица (The North Face)
- Возач двоколица (The Charioteer)[7] , лгбт роман који је постао касније класик и један од најутицајнијих романа о љубави између два мушкарца